# Eddy Grant
Eddy Grant (født Edmond Montague Grant, 5. marts 1948) er en reggae-musiker fra Guyana. Grant er født i Guyana, men opvokset i London.